# Ivete Siqueira
Ivete Siqueira da Fonseca Bezerra, conhecida como Ivete Siqueira, foi uma cantora do rádio que fez sucesso no fim da década de 1950 e início da década de 1960. Em seu repertório, podemos encontrar boleros e tangos gravados pela RCA Victor.

## Início de carreira
Ivete nasceu em Nilópolis, no dia 16 de setembro de 1934. Aos 21 anos, se inscreveu para participar de programas de calouros, iniciando sua carreira na Rádio Tupi, no programa de Ari Barroso. A cantora então seguiu para a Rádio Nacional, participando do programa “A Hora do Pato”. 
Em suas participações, Ivete fazia imitações das cantoras Dalva de Oliveira e Ângela Maria, usando o codinome “Angelina Miranda”, pois sua mãe não aceitava que cantasse na rádio. Quando começou a fazer sucesso, adotou seu nome real.
Em 1957, após um ano como caloura, participou do concurso “Papel Carbono” da Rádio Nacional, ganhando por unanimidade. Assinou contrato com a emissora e com a gravadora RCA Victor, começando sua carreira profissional em 1º de abril de 1957.

## Carreira
Durante sua carreira profissional, a cantora gravou inúmeros sucessos. O maior deles foi o tango “Incerteza”, do maestro Eduardo Patané e do compositor Di Veras. Em 1959, Ivete também gravou o bolero “Recordação do Passado”, composta por seu marido Ary Mariano Bezerra.
Em setembro de 1959, gravou o bolero mambo "Finalmente" e o tango "Aventura", de Eduardo Patané, pela RCA Victor. No mesmo ano, gravou o fox-canção "Nós dois a sós", de Haroldo Eiras e Valdir Finotti. Em 1960, gravou os tangos "Sueño azul", de Barcsi e Zerrilo, com versão de Ariovaldo Pires, e "Noche de reyes", de Maffia e Curi, em versão de V. Amorim. 
Também em 1960, gravou o beguine "Miniatura", de Eduardo Patané e Almeida Rego. Em 1961, gravou o tango "Sempre você", de Eduardo Patané e Almeida Rego, e o jongo "Por que não vens?", de Bruno Marnet. Gravou ainda pelo selo Lord o bolero "Se eu soubesse", de Armando Ângelo, e o samba-canção "Castigo", de Arquimedes Rodrigues e Jorge Vieira. 
Ivete Siqueira despediu-se das rádios em 1962, após cinco anos de carreira, por conta de um grande corte na Rádio Nacional. A administração da emissora decidiu reduzir custos e instalar uma radioteca, para tocar músicas gravadas em substituição de apresentações ao vivo dos artistas e da orquestra.
A cantora chegou a ir novamente à Rádio Tupi à procura de uma oportunidade, mas depois de passar um ano afastada das emissoras, foi exigido que ela fizesse um teste de voz. Ivete decidiu não participar da avaliação e se aposentou como cantora.

## Vida pessoal

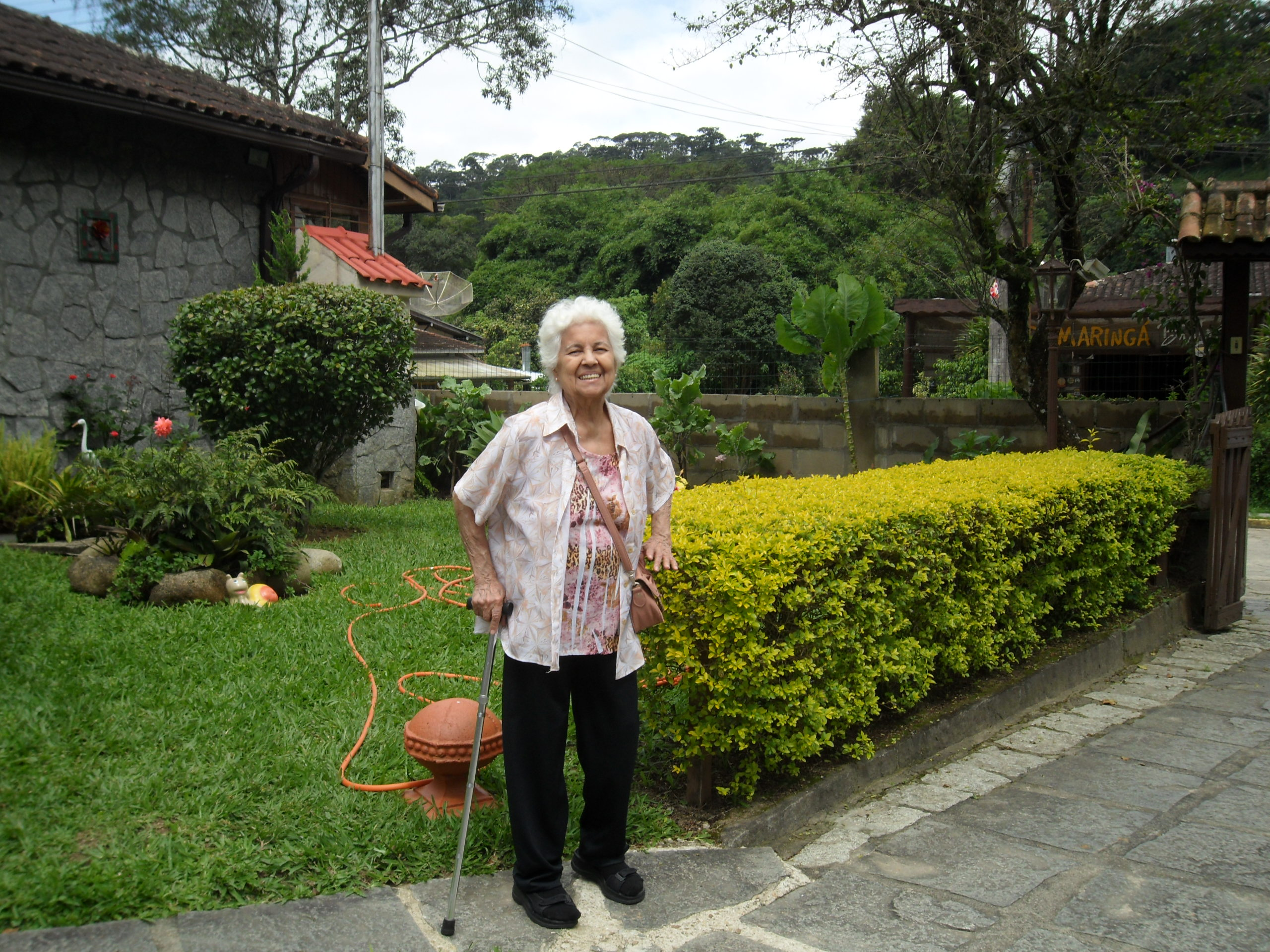
Ivete Siqueira

Após se afastar das rádios, Ivete Siqueira optou por ser dona de casa e dedicar-se à família. Mesmo sem mais fazer parte do cast da Rádio Nacional, Ivete continuou a frequentar a emissora e participava periodicamente dos programas do apresentador e seu amigo pessoal, Gerdal dos Santos. Sua última entrevista à Rádio foi em setembro de 2010.
Ivete Siqueira faleceu no dia 28 de junho de 2013, após uma infecção pulmonar. A ex-cantora deixou marido, três filhos, três netas e dois bisnetos.

## Discografia
•	Finalmente/Aventura (1959)

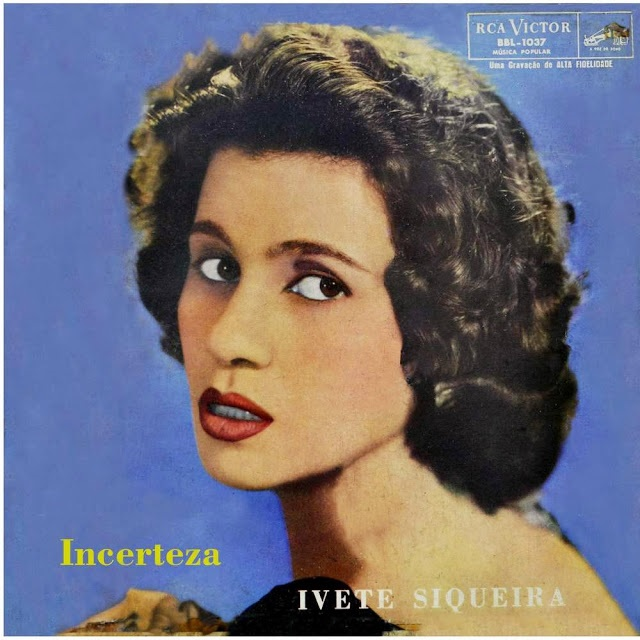
Sucesso "Incerteza"

•	Nós dois a sós/Recordação do passado (1959)
•	Prece à chuva/Sonho desfeito (1959)
•	Sueño azul/Noche de reyes (1960)
•	Palavra amiga/Miniatura (1960)
•	Sempre você/Por que não vens? (1960)
•	Se eu soubesse/Castigo (Sem Data)